# Valkeajärvi (Jukkasjärvi socken, Lappland, 752173-174516)
Valkeajärvi är en sjö i Kiruna kommun i Lappland och ingår i Torneälvens huvudavrinningsområde. Sjön har en area på 0,114 kvadratkilometer och ligger 250,1 meter över havet.

## Delavrinningsområde
Valkeajärvi ingår i det delavrinningsområde (752140-174753) som SMHI kallar för Ovan VDRID = Puolisjoki i Torneälvens vattendrags*. Medelhöjden är 259 meter över havet och ytan är 16,18 kvadratkilometer. Räknas de 473 avrinningsområdena uppströms in blir den ackumulerade arean 8 945,98 kvadratkilometer. Avrinningsområdets utflöde Torneälven (Kamajåkka) mynnar i havet. Avrinningsområdet består mestadels av skog (51 procent) och öppen mark (11 procent). Avrinningsområdet har 2,26 kvadratkilometer vattenytor vilket ger det en sjöprocent på 14 procent. Bebyggelsen i området täcker en yta av 1,94 kvadratkilometer eller 12 procent av avrinningsområdet.